# 伊吉威島
2°09′57″S 29°03′22″E / 2.165851°S 29.056091°E

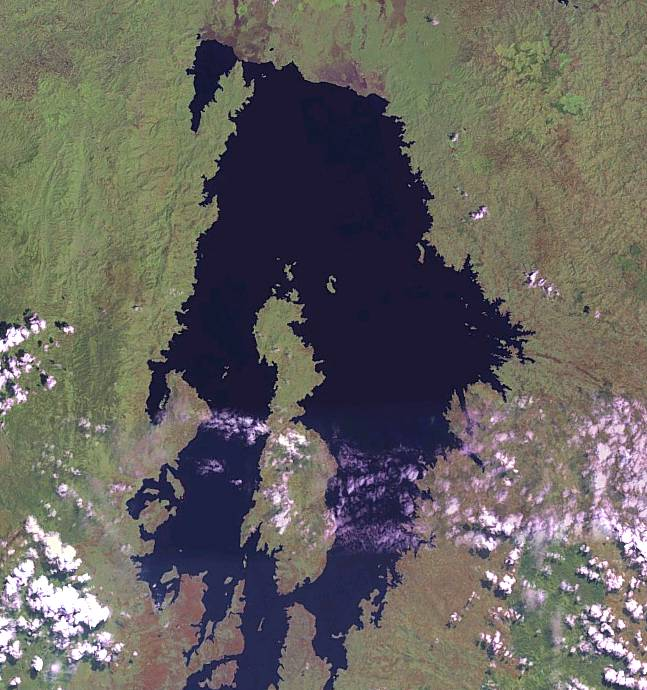

伊吉威島是剛果民主共和國的島嶼，位於該國東部基伏湖，由南基伍省負責管轄，長70公里，面積340平方公里，是非洲第二大內陸島，2009年人口203,000。